# Euphorbia hexadenia
Euphorbia hexadenia es una especie fanerógama perteneciente a la familia de las euforbiáceas. Es endémica de Madagascar en la Provincia de Antsiranana.

## Descripción
Esta especie se recogió dos veces en el siglo XIX, pero nunca más. Es probable que tenga presencia en una pequeña extensión, por lo que posiblemente podría calificarse como VU D2. Esta especie necesita una atención especial y requiere más trabajo de campo para evaluar su estado. Hasta que se sepa más sobre este taxón que tiene que ser tratado como Datos Insuficientes.

## Taxonomía
Euphorbia hexadenia fue descrita por Marcel Denis y publicado en Euphorb. Iles Austr. Afr. 49. 1921.
Etimología
Euphorbia: nombre genérico que deriva del médico griego del rey Juba II de Mauritania (52 a 50 a. C. - 23), Euphorbus, en su honor – o en alusión a su gran vientre –  ya que usaba médicamente Euphorbia resinifera. En 1753 Carlos Linneo asignó el nombre a todo el género.
hexadenia: epíteto
Sinonimia
- Euphorbia daphnoides Baill. (1887), nom. illeg.[5][6]